# Ostracoberyx dorygenys
Ostracoberyx dorygenys Fowler, 1934 è un pesce osseo di acqua salata appartenente alla famiglia Ostracoberycidae, diffuso nell'Indo-Pacifico.

## Descrizione
Presenta un corpo alto, compresso lateralmente e dalla colorazione argentata; la lunghezza massima registrata è di 23 cm.. Le pinne sono trasparenti.

## Distribuzione e habitat
È una specie tipica di acque profonde (anche oltre i 700 m); è diffusa dalla costa orientale dell'Africa al Giappone e all'est dell'Australia. Nonostante l'ampio areale, viene raramente osservata o pescata.